# 悠悠ホーム
悠悠ホーム株式会社（ yuyuhome inc.）は、福岡県大野城市に本社を置く木造住宅を専門に手掛ける「住宅メーカー」で住宅建設・販売、不動産売買及び賃貸、リフォーム事業、集合住宅建築、エネルギー事業、保険事業、フィナンシャル事業を行う企業である。

## 沿革
- 1989年(平成元年)
  - 9月　福岡県大野城市白木原にて創業開始。
- 1994年(平成6年)
  - 悠悠ホーム株式会社を設立。
- 1996年(平成8年)
  - 福岡県大野城市白木原3丁目に本社移転。
- 1998年(平成10年)
  - 福岡県大野城市筒井に本社移転。
- 2000年(平成12年)
  - 外断熱工法導入。
- 2004年(平成16年)
  - 4月　hit大野城展示場「日々木」オープン。
  - 10月　hit香椎浜展示場「悠木」オープン、FFCテクノロジー導入。
- 2005年(平成17年)
  - 　福岡県大野城市筒井4丁目本社社屋完成。
- 2006年(平成18年)
  - 　宿泊施設・FFC体感施設「ゆうゆうstyle館」オープン。
- 2007年(平成19年)
  - 　戸建賃貸住宅事業、資産活用部門営業開始
- 2008年(平成20年)
  - 4月　hitマリナ通り展示場「CHIKA STYLE」オープン。
  - 11月　企画分譲住宅「PURE STYLE」プロジェクト開始。
- 2009年(平成21年)
  - 　専門部署リフォーム部門営業開始。
  - 9月　hit久留米展示場「PURE STYLE」オープン。
- 2010年(平成22年)
  - 1月　hit小倉南展示場「悠～HARUKA～」、新規宿泊体験施設「SIMPLE STANDARD」オープン。
  - 4月　hit大野城展示場Ⅱ「悠風～HARUKAZE～」、STS佐賀展示場「織～ORINASU～」オープン。
- 2011年(平成23年) [3]
  - 4月　hit香椎浜展示場「CODE-0」オープン。
  - 9月　熊本営業所(モデル2棟・事務所打合せ棟)オープン。
  - 10月　ショールーム「IXA館」オープン。
- 2012年(平成24年)
  - 1月　hit大野城展示場Ⅲ「＆；」オープン。
  - 8月　RKB小倉展示場「WA・KU和暮」、KBCマイホーム展久留米会場「dinette」オープン。
- 2014年(平成26年)[4]
  - 4月　hit大野城展示場「日々木・平屋」、hit香椎浜展示場「les sante(レ・サンテ）」オープン。
  - 12月　リフォームショールーム「reno KEYAKI」・不動産けやきオフィスオープン。
- 2015年(平成27年)
  - 1月　久留米事務所オープン。
  - 9月　tvkハウジングたまプラーザ展示場「AVANCE」オープン。
  - 10月　広島マリーナホップ展示場「joyy」オープン。
- 2016年(平成28年)
  - 4月　KBCマイホーム展福津会場「SLOW」、KBCマイホーム展ふくおか中央会場「SAKURA」、hitマリナ通り展示場「KAI」オープン。

## 支店・事務所
- 春日原店(福岡県春日市春日原東町1-2)
- 佐賀事務所(佐賀県佐賀市本庄町大字袋286-5)
- 久留米事務所(福岡県久留米市山川神代1-10-51)
- KEYAKI fudousan OFFICE(福岡県福岡市中央区赤坂2-4-5-1F)

## 関連会社
- 悠悠フィナンシャル株式会社(福岡県春日市春日原東町1丁目16-2)

## 加盟団体
- 日本木造住宅耐震補強事業者協同組合
- 一般社団法人九州住宅建設産業協会